# Alsvid và Arvak
Trong thần thoại Bắc Âu, Árvakr ("dậy sớm") và Alsviðr ("thần tốc") là hai con ngựa kéo xe Mặt Trời cho nữ thần Sol vào mỗi ngày.
Cả hai con ngựa chỉ được đề cập đến trong Gylfaginning và Grímnismál và tên của chúng thường được kết hợp với mô tả về Mặt trời. Trong thần thoại Bắc Âu, các vị thần điều khiển các ngày, đêm và mùa, và hình thành Mặt Trời từ ngọn lửa Muspelheim, nhưng mặt trời đứng yên mà không có tay lái. Sól bị bắt cóc bởi các vị thần để lái xe Mặt Trời trong một chiếc xe ngựa kéo bởi hai con ngựa. Hai chiếc chuông lớn (Isarnkoll, sắt lạnh) được đặt dưới hai vai của ngựa để bảo vệ chúng khỏi sức nóng to lớn của Mặt trời. Sól không thể ngừng lái xe hoặc Sköll sẽ đón Mặt trời và nuốt nó; Mặt trời dự kiến sẽ bị bắt và nuốt vào ngày Ragnarök.